# Festival Eurovisão da Canção 2015
O Festival Eurovisão da Canção de 2015 (em inglês: Eurovision Song Contest 2015; em francês: Concours Eurovision de la chanson 2015; em alemão: Liederwettbewerb der Eurovision 2015) foi a 60ª edição anual do evento. Depois da marcação de datas provisórias ficou decidido que as semifinais serão realizadas nos dias 19 de 21 de Maio, e a final no dia 23 de Maio. Esta foi a segunda vez que a Áustria sediou o festival, sendo a última em 1967.
Depois de uma reunião entre a emissora da Áustria (ORF) e a EBU,  decidiu-se que o produtor executivo deste ano seria Edgar Böhm.
A capital do país, Viena, foi o local do evento.
Enquanto Chipre, República Checa e Sérvia regressaram a Ucrânia decidiu retirar-se devido à crise geopolítica que o país enfrenta. Em 2015 a Austrália participou na competição pela primeira vez, tendo sido convidada a participar pela EBU, pelo interesse que o país tem pelo concurso e porque o transmite há 30 anos. Devido a isto ficou classificada automaticamente para a final.
Após uma das votações mais tensas da história, baseada em 50% júri e 50% televoto,a Suécia,ganhou o festival pela sexta vez com Måns Zelmerlöw e a música "Heroes". O país foi o primeiro país a ganhar o Festival duas vezes no século XXI e no atual formato, além disso essa foi a segunda vitória do país em três anos.A Itália ganhou no televoto,a Rússia ficou em segundo e a Suécia em terceiro. A Suécia ganhou no júri,a Letônia ficou em segundo lugar e a Rússia em terceiro. Essa foi a primeira vez no atual formato em que o ganhador não ganhou no televoto. Também pela primeira vez na história,os três primeiros colocados tiveram 280 pontos ou mais.A canção russa  "A Million Voices" foi a primeira não-vencedora a passar de 300 pontos. Áustria e Alemanha se tornaram as primeiras canções desde desde 2003 a zeraram no placar. Além disso,a Áustria foi o primeiro país anfitrião na história do Festival a zerar o placar. Dentre desses fatos inéditos,cabem ainda as melhores participações de Montenegro e da República Tcheca,na história do concurso.

## Local
Para mais detalhes sobre o país anfitrião, consulte Áustria.
As três cidades candidatas oficiais e os possíveis locais foram:
| Cidade     | Recinto           | Capacidade | Notas                                                                                                |
| ---------- | ----------------- | ---------- | --- |
| Graz       | Stadthalle Graz   | 11,030     | Sediou o Campeonato Europeu de Handebol de 2010.                                                     |
| Innsbruck1 | Olympiahalle1     | 10,000     | Sediou a patinagem artística e o hóquei no gelo durante os Jogos Olímpicos de Inverno de 1964 e 1976 |
| Viena      | Wiener Stadthalle | 16,000     | Recebe anualmente o Erste Bank Open de Ténis e muitos eventos ao longo do ano.                       |

Arena de 2015.

No dia 6 de Agosto de 2014, foi revelado que Viena foi escolhida para sede da Eurovisão 2015.

## Formato
O formato do concurso foi mantido e espera-se um orçamento de €45 milhões, dos quais 40% será investido pela EBU e 60% pela ORF, no entanto, Jon Ola Sand disse que vai ser algo que vai devidamente homenagear o concurso.
Nos finais de 2011 a UER anunciou que está em curso uma digitalização e arquivação de todas as edições, desde a primeira em 1956 até à mais recente. Em Junho de 2013 foi anunciado que o arquivo estava prestes a terminar para celebrar o 60º aniversário. Este estará acessível ao público através do site oficial do concurso.

## Equipa
A emissora pública austríaca ORF e a União Europeia de Radiodifusão revelaram os nomes da equipa que trabalhará no evento durante os próximos meses. Alexander Wrabetz, o diretor geral da ORF, disse que tiveram sorte em ter um grande número de personalidades com grande experiência na produção de grandes eventos de TV, que predominantemente também trabalharam o tema do Festival. Ainda citou que estava convencido que a ORF, com uma equipa de excelência e em conjunto com os principais parceiros da UER, bem como outros parceiros públicos e privados da Áustria, farão com que o Festival Eurovisão da Canção 2015 seja um evento de alta classe realizado no coração da Europa.
A equipa inclui as seguintes personalidades:
- Edgar Böhm, diretor de entretenimento na ORF, assumirá as funções de produtor executivo do ESC2015 representando a emissora anfitriã na EBU.
- Stefan Zechner, será o produtor do programa.
- Martin Szerencsi, será o assessor jurídico.
- Stefan Wöber, será produtor online.
- Claudio Bortoli, será o gerente técnico (já desempenhou esta função internacionalmente durante os Jogos Olímpicos de Verão de 2008 em Pequim, na República Popular da China).
- Roman Horacek, será o Chefe de Imprensa.

Jon Ola Sand, mostrou-se satisfeito e constatou que com esta equipa, a ORF estabeleceu uma base profissional para a organização do Festival Eurovisão da Canção de 2015.

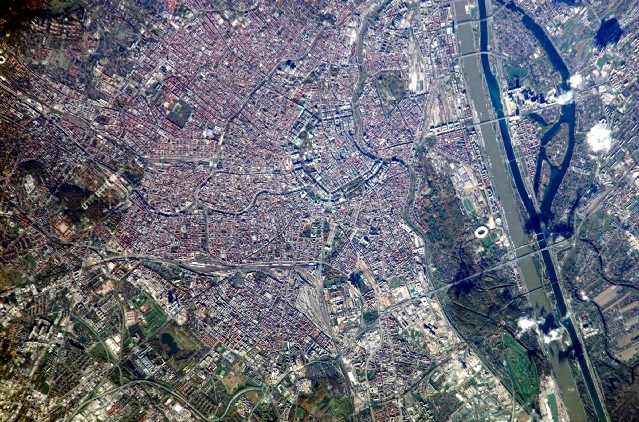
Imagem de satélite de Viena.

## Regras

### Participação
Para mais detalhes sobre as regras, consulte: Regras do Festival Eurovisão da Canção.
- As regras de participação, classificação e pontuação no Eurovisão dependem de acordos impostos pela EBU, que controla o festival. As regras já mudaram diversas vezes desde o início do festival, muitas delas relacionadas a questões políticas, económicas e principalmente pelo número de países participantes que era cada vez maior.
- Para a EBU, com o aumento de participantes, ficava impossível concentrar tantos países numa única final, o que culminou com a decisão de haver etapas de apuramento para a final. Essas etapas foram modificadas diversas vezes, ano após ano.
- Em 1999, surgiu o “Big Four”em que a EBU decidiu classificar automaticamente para a final os quatro países que mais contribuíam financeiramente para o evento: França, Alemanha, Reino Unido e Espanha. Em 2011 a Itália também entrou na lista, formando o que hoje chamamos de “Big Five”. Os cinco países que formam o Big Five, juntamente com o país anfitrião, são sorteados para votar nas semifinais.
- Depois de problemas, controversas e críticas com os diversos formados, a EBU definiu que haveria duas semifinais que classificariam 10 países em cada uma delas. Foi definido também que cada semifinal poderia ter no máximo 20 países participantes. Enquanto, a final terá o máximo de 26 países: 10 da primeira semifinal, 10 da segunda semifinal, 5 do “Big Five” mais o país anfitrião, que também é qualificado automaticamente para a final. Na edição desse ano será feita uma exceção, já que serão 27 finalistas, pois a EBU fez um convite para que a SBS da Austrália participasse como convidada.[12]

- Quanto às seleções nacionais não há regras, nem mesmo quanto à nacionalidade dos representantes de cada país, podendo assim um norueguês representar a Espanha, por exemplo. No entanto há restrições quanto à duração da música: não pode ultrapassar os três minutos. Essa regra ajuda a controlar a duração do festival ao vivo.
- Também não há impedimento quanto ao idioma das músicas, mas geralmente a língua inglesa predomina, mesmo não sendo a língua oficial do país que a levou. Outros artistas também “misturam” dois idiomas em uma única música.
- Quanto à participação dos países, estes devem ser membros ativos da EBU (European Broadcasting Union), ou UER (União Europeia de Radiodifusão), uma união que engloba emissoras de rádio e TV em diversos países. Obrigatoriamente cada país deve ter no mínimo uma estação de TV afiliada ao grupo e deve transmitir o evento ao vivo se estiver em competição.
- Quanto à performance, o evento permite até seis pessoas com mais de 16 anos no palco.

### Votação
Para mais detalhes sobre a votação, consulte: Votação do Festival Eurovisão da Canção.
- O sistema de votação no evento é dividido entre o público e o Júri. Qualquer que seja o espectáculo (semi ou final), o espectador vota através de telemóvel ou SMS, sendo permitidos no máximo 20 votos para cada número telefónico, sendo que é impossível votar no seu próprio país. A ordem das apresentações é definida pela produção dos concertos, representa a música com um determinado número; sendo que a votação só ocorre depois da última apresentação.
- A contagem dos votos nas semifinais permanece em segredo até que se conheça o vencedor do festival. Isso ocorre para manter a expectativa dos participantes e do público, bem como para não influenciar as decisões na final. A divulgação dos países finalistas nas semifinais é aleatória não correspondendo a nenhum ranking de pontuação.
- Os pontos são distribuídos em conjuntos: 1 a 7, 8, 10 e 12 pontos, numa combinação do televoto + votação do júri. Na final a votação é idêntica às semifinais só que é feita em aberto e apresentada ao público em tempo real pelo porta-voz de cada país.

## Apresentadores
Pela primeira vez na história, três mulheres irão apresentar o festival, todas muito conhecidas nos países tectónicos : Mirjam Weichselbraun, Alice Tumbler e Arabella Kiesbauer irão conduzir as galas, enquanto que Conchita Wurst,como vencedora do ano anterior irá ancorar a green room.

### Mirjam Weichselbraun
Mirjam Weichselbraun é uma das apresentadoras mais famosas nos países e língua alemã, tendo apresentado eventos como a MTV European Music Awards e o Rock Am Ring. Atualmente apresenta a versão austríaca do Dancing With The Stars.

### Alice Tumler
Filha de pai austríaco e mãe francesa vinda da Martinica, Alice Tumler fala seis línguas, tem passagem por várias emissoras por toda Europa. É conhecida por apresentar programas musicais ao vivo, bem como por fazer documentários culturais para a emissora.

### Arabela Kiesbauer
Arabella Kiesbauer começou a trabalhar na ORF no final da década de 80. Filha de pai ganês e mãe alemã, nasceu em Viena onde foi criada pela sua avó. Em 1994 saiu da ORF para apresentar o seu próprio talk-show no canal alemão ProSieben, que durou 10 anos, voltando para a ORF em 2002. Foi nomeada embaixadora da Luta contra o Racismo pelo Ministério das Relações Internacionais e Integração, recebendo a Medalha de Ouro da República da Áustria pelo seu compromisso de tolerância e contra a desigualdade.

## Países classificados para a final
Tal como em anos anteriores, para a final, seis países foram automaticamente confirmados na final, sendo eles:
- Áustria - Vencedor do Festival Eurovisão da Canção 2014 - Organizador do Festival.
- Reino Unido - Pertence ao Big 5, por isso tem classificação direta para a final.
- Espanha - Pertence ao Big 5, por isso tem classificação direta para a final.
- França - Pertence ao Big 5, por isso tem classificação direta para a final.
- Alemanha - Pertence ao Big 5, por isso tem classificação direta para a final.
- Itália - Pertence ao Big 5, por isso tem classificação direta para a final.
- Austrália - Como país convidado, tem classificação direta para a final.
- 10 primeiros classificados da 1º semifinal.
- 10 primeiros classificados da 2º semifinal.

## Slogan
O Slogan deste ano foi, "Building Bridges" (A construir Pontes).

## Logótipo
Devido aos 60 anos do festival celebrados em 2015, a União Europeia de Radiodifusão decidiu atualizar o logótipo genérico para assinalar a data. Segundo Jon Ola Sand, supervisor executivo do ESC: "Foi realizada uma extensa pesquisa entre as emissoras participantes, milhares de espectadores regulares, fãs e outras partes interessadas. Um dos resultados claros, era que o logótipo é cada vez mais reconhecido, mas achamos que merecia uma reformulação depois de ter sido usado em 10 edições".

## Participantes

Países que já escolheram o seu representante/ música
Países Participantes/Confirmados
Países que não se conseguiram qualificar para a final
Países que já participaram no passado mas não em 2015

A edição contou com 40 países participantes.
| País e TV                | Título original da Canção          | Artista                            | Processo                                     | Data da Seleção                                                  |
| País e TV                | Tradução em Português              | Idiomas de Interpretação           | Processo                                     | Data da Seleção                                                  |
| ------------------------ | ---------------------------------- | ---------------------------------- | -------------------------------------------- | ---------------------------------------------------------------- |
| Albânia RTSH             | "I'm Alive"                        | Elhaida Dani                       | Festivali i Këngës 53º                       | 28 de Dezembro de 2014                                           |
| Albânia RTSH             | Estou viva                         | Inglês                             | Festivali i Këngës 53º                       | 28 de Dezembro de 2014                                           |
| Alemanha NDR             | "Black Smoke"                      | Ann Sophie                         | Unser Song für Österreich                    | 5 de Março de 2015                                               |
| Alemanha NDR             | Fumo negro                         | Inglês                             | Unser Song für Österreich                    | 5 de Março de 2015                                               |
| Arménia ARMTV            | "Face the Shadow"                  | Genealogy                          | Seleção Interna                              | 11 de Fevereiro de 2015                                          |
| Arménia ARMTV            | Enfrentar a Sombra                 | Inglês                             | Seleção Interna                              | 11 de Fevereiro de 2015                                          |
| Austrália SBS            | "Tonight Again"                    | Guy Sebastian                      | Seleção Interna                              | Artista: 4 de Março de 2015 Canção: 16 de Março de 2015          |
| Austrália SBS            | Hoje De Novo                       | Inglês                             | Seleção Interna                              | Artista: 4 de Março de 2015 Canção: 16 de Março de 2015          |
| Áustria ORF              | "I Am Yours"                       | The Makemakes                      | Die Vorentscheidung                          | 13 de Março de 2015                                              |
| Áustria ORF              | Eu sou teu                         | Inglês                             | Die Vorentscheidung                          | 13 de Março de 2015                                              |
| Azerbaijão ITV           | "Hour of the wolf"                 | Elnur Huseynov                     | Milli Seçim Turu                             | 15 de Março de 2015                                              |
| Azerbaijão ITV           | Hora do lobo                       | Inglês                             | Milli Seçim Turu                             | 15 de Março de 2015                                              |
| Bélgica RTBF             | "Rhythm Inside"                    | Loïc Nottet                        | Seleção Interna                              | Artista: 3 de Novembro de 2014 Canção: 10 de Março de 2015       |
| Bélgica RTBF             | Dentro do Ritmo                    | Inglês                             | Seleção Interna                              | Artista: 3 de Novembro de 2014 Canção: 10 de Março de 2015       |
| Bielorrússia BTRC        | "Time"                             | Uzari & Maimuna                    | Eurofest                                     | 26 de Dezembro de 2014                                           |
| Bielorrússia BTRC        | Tempo                              | Inglês                             | Eurofest                                     | 26 de Dezembro de 2014                                           |
| Chipre CyBC              | "One Thing Should Have Done"       | Giannis Karagiannis                | Eurovision Song Project                      | 1 de Fevereiro de 2015                                           |
| Chipre CyBC              | Uma coisa que eu deveria ter feito | Inglês                             | Eurovision Song Project                      | 1 de Fevereiro de 2015                                           |
| Dinamarca DR             | "The Way You Are"                  | Anti Social Media                  | Dansk Melodi Grand Prix 2015                 | 7 de Fevereiro de 2015                                           |
| Dinamarca DR             | A sua maneira de ser               | Inglês                             | Dansk Melodi Grand Prix 2015                 | 7 de Fevereiro de 2015                                           |
| Eslovénia RTVSLO         | "Here for you"                     | Maraaya                            | EMA 2015                                     | 8 de Fevereiro de 2015                                           |
| Eslovénia RTVSLO         | Aqui para ti                       | Inglês                             | EMA 2015                                     | 8 de Fevereiro de 2015                                           |
| Espanha TVE              | "Amanecer"                         | Edurne                             | Seleção Interna                              | 14 de Janeiro de 2015                                            |
| Espanha TVE              | Amanhecer                          | Espanhol                           | Seleção Interna                              | 14 de Janeiro de 2015                                            |
| Estónia ERR              | "Goodbye to Yesterday"             | Elina Born & Stig Rästa            | Eesti Laul 2015                              | 21 de Fevereiro de 2015                                          |
| Estónia ERR              | Despendindo-me de ontem            | Inglês                             | Eesti Laul 2015                              | 21 de Fevereiro de 2015                                          |
| Finlândia YLE            | "Aina mun pitää"                   | Pertti Kurikan Nimipäivät          | Uuden Musiikin Kilpailuu                     | 28 de Fevereiro de 2015                                          |
| Finlândia YLE            | O que sempre tenho de fazer        | Finlandês                          | Uuden Musiikin Kilpailuu                     | 28 de Fevereiro de 2015                                          |
| França France 2          | "N’oubliez pas"                    | Lisa Angell                        | Seleção Interna                              | 23 de Janeiro de 2015                                            |
| França France 2          | Não se esqueçam                    | Francês                            | Seleção Interna                              | 23 de Janeiro de 2015                                            |
| Geórgia GPB              | "Warrior"                          | Nina                               | Final Nacional                               | 14 de Janeiro de 2015                                            |
| Geórgia GPB              | Guerreiro                          | Inglês                             | Final Nacional                               | 14 de Janeiro de 2015                                            |
| Grécia NERIT             | "One Last Breath"                  | Maria Elena Kiriakou               | Eurosong                                     | 4 de Março de 2015                                               |
| Grécia NERIT             | Um último suspiro                  | Inglês                             | Eurosong                                     | 4 de Março de 2015                                               |
| Países Baixos AVROTOS    | "Walk Along"                       | Trijntje Oosterhuis                | Artista: Seleção Interna Canção: Gouden Uren | Artista:8 de Novembro de 2014 Canção: 11 de Dezembro de 2014     |
| Países Baixos AVROTOS    | Caminha Comigo                     | Inglês                             | Artista: Seleção Interna Canção: Gouden Uren | Artista:8 de Novembro de 2014 Canção: 11 de Dezembro de 2014     |
| Hungria MTV              | "Wars for Nothing"                 | Boggie                             | A Dal 2015                                   | 28 de Fevereiro de 2015                                          |
| Hungria MTV              | Guerras por nada                   | Inglês                             | A Dal 2015                                   | 28 de Fevereiro de 2015                                          |
| Irlanda RTÉ              | "Playing With Numbers"             | Molly Sterling                     | The Late Late Show                           | 27 de Fevereiro de 2015                                          |
| Irlanda RTÉ              | A Brincar Com Números              | Inglês                             | The Late Late Show                           | 27 de Fevereiro de 2015                                          |
| Islândia RÚV             | "Unbroken"                         | María Ólafsdóttir                  | Söngvakeppni Sjónvarpsins 2015               | 14 de Fevereiro de 2015                                          |
| Islândia RÚV             | Intacto                            | Inglês                             | Söngvakeppni Sjónvarpsins 2015               | 14 de Fevereiro de 2015                                          |
| Israel IBA               | "Golden Boy"                       | Nadav Guedj                        | HaKokhav HaBa                                | Artista: 17 de Fevereiro de 2015 Canção: 26 de Fevereiro de 2015 |
| Israel IBA               | Menino de ouro                     | Inglês                             | HaKokhav HaBa                                | Artista: 17 de Fevereiro de 2015 Canção: 26 de Fevereiro de 2015 |
| Itália RAI               | "Grande Amore"                     | Il Volo                            | San Remo 2015                                | 14 de Fevereiro de 2015                                          |
| Itália RAI               | Grande Amor                        | Italiano                           | San Remo 2015                                | 14 de Fevereiro de 2015                                          |
| Letónia LTV              | "Love Injected"                    | Aminata                            | Supernova                                    | 22 de Fevereiro de 2015                                          |
| Letónia LTV              | Injecte o Amor                     | Inglês                             | Supernova                                    | 22 de Fevereiro de 2015                                          |
| Lituânia LRT             | "This Time"                        | Monika Linkytė & Vaidas Baurnila   | Eurovizijos                                  | Artista: 21 de Fevereiro de 2015 Música: 14 de Fevereiro de 2015 |
| Lituânia LRT             | Desta vez                          | Inglês                             | Eurovizijos                                  | Artista: 21 de Fevereiro de 2015 Música: 14 de Fevereiro de 2015 |
| Macedónia do Norte MKRTV | "Autumn leaves"                    | Daniel Kajmakoski                  | Skopje Fest 2015                             | 12 de Novembro de 2014                                           |
| Macedónia do Norte MKRTV | Folhas de Outono                   | Inglês                             | Skopje Fest 2015                             | 12 de Novembro de 2014                                           |
| Malta PBS                | "Warrior"                          | Amber                              | Malta Song                                   | 22 de Novembro de 2014                                           |
| Malta PBS                | Guerreiro                          | Inglês                             | Malta Song                                   | 22 de Novembro de 2014                                           |
| Moldávia TRM             | "I Want Your Love"                 | Eduard Romanyuta                   | Melodi Pentru Europa                         | 28 de Fevereiro de 2015                                          |
| Moldávia TRM             | Eu quero o teu amor                | Inglês                             | Melodi Pentru Europa                         | 28 de Fevereiro de 2015                                          |
| Montenegro RTCG          | "Adio"                             | Knez                               | Seleção Interna                              | Artista: 31 de Outubro de 2014 Canção: 12 de Março de 2015       |
| Montenegro RTCG          | Adeus                              | Montenegrino                       | Seleção Interna                              | Artista: 31 de Outubro de 2014 Canção: 12 de Março de 2015       |
| Noruega NRK              | "A Monster Like Me"                | Mørland & Debrah Scarlett          | Melodi Grand Prix 2015                       | 14 de Março de 2015                                              |
| Noruega NRK              | Um monstro como eu                 | Inglês                             | Melodi Grand Prix 2015                       | 14 de Março de 2015                                              |
| Polónia TVP              | "In The Name of Love"              | Monika Kuszyńska                   | Seleção Interna                              | 9 de Março de 2015                                               |
| Polónia TVP              | Em nome do amor                    | Inglês                             | Seleção Interna                              | 9 de Março de 2015                                               |
| Portugal RTP             | "Há um mar que nos separa"         | Leonor Andrade                     | Festival RTP da Canção 2015                  | 7 de Março de 2015                                               |
| Portugal RTP             | -                                  | Português                          | Festival RTP da Canção 2015                  | 7 de Março de 2015                                               |
| Reino Unido BBC          | "Still in love with you"           | Electro Velvet                     | Seleção Interna                              | 7 de Março de 2015                                               |
| Reino Unido BBC          | Ainda te amo                       | Inglês                             | Seleção Interna                              | 7 de Março de 2015                                               |
| Chéquia CT               | "Hope Never Dies"                  | Marta Jandová & Václav Noid Bárta  | Seleção Interna                              | 31 de Janeiro de 2015                                            |
| Chéquia CT               | A esperança nunca morre            | Inglês                             | Seleção Interna                              | 31 de Janeiro de 2015                                            |
| Roménia TVR              | "De la capăt (All Over Again)"     | Voltaj                             | Selecţia Naţională                           | 8 de Março de 2015                                               |
| Roménia TVR              | Desde o Começo (Tudo de Novo)      | Romeno e Inglês                    | Selecţia Naţională                           | 8 de Março de 2015                                               |
| Rússia RTR               | "A Million Voices"                 | Polina Gagarina                    | Seleção interna                              | Artista: 9 de Março de 2015 Canção: 11 de Março de 2015          |
| Rússia RTR               | Um milhão de vozes                 | Inglês                             | Seleção interna                              | Artista: 9 de Março de 2015 Canção: 11 de Março de 2015          |
| San Marino SMRTV         | "Chain of Light"                   | Michele Perniola & Anita Simoncini | Seleção Interna                              | Artista:27 de Novembro de 2014 Canção: 15 de Março de 2015       |
| San Marino SMRTV         | Caminho de luz                     | Inglês                             | Seleção Interna                              | Artista:27 de Novembro de 2014 Canção: 15 de Março de 2015       |
| Sérvia RTS               | "Beauty Never Lies"                | Bojana Stamenov                    | Odbrojavanje Za Beč                          | 15 de Fevereiro de 2015                                          |
| Sérvia RTS               | A beleza nunca mente               | Inglês                             | Odbrojavanje Za Beč                          | 15 de Fevereiro de 2015                                          |
| Suécia SVT               | "Heroes"                           | Mans Zelmerlow                     | Melodifestivalen 2015                        | 14 de Março de 2015                                              |
| Suécia SVT               | Heróis                             | Inglês                             | Melodifestivalen 2015                        | 14 de Março de 2015                                              |
| Suíça SRG SSR            | "Time to Shine"                    | Mélanie René                       | Die Grosse Entscheidungsshow 2015            | 31 de Janeiro de 2015                                            |
| Suíça SRG SSR            | Hora de Brilhar                    | Inglês                             | Die Grosse Entscheidungsshow 2015            | 31 de Janeiro de 2015                                            |

## Saídas
- Ucrânia - A emissora estatal confirmou que devido ao delicado momento geopolítico e económico que o país enfrenta, não irá enviar uma delegação a Viena, apesar de ter confirmado que vai transmitir os três espectáculos, também informaram que o canal televisivo considera um retorno em 2016. Esta será a primeira ausência do país desde a sua estreia em 2003. No entanto, dia 20 de Setembro de 2014 foi confirmado que, Timofey Nagorno (produtor da entrada ucraniana de 2011) ofereceu-se voluntariamente para ajudar a NTU em todas as vias para enviar uma delegação a Viena. Entretanto a ajuda não foi aceite.[212]

## Desqualificações
Nenhuma desqualificação confirmada de momento.

## Regressos
- Chipre - O país tinha confirmado logo após a edição de 2014 que de certeza regressaria em 2015 para participar na Áustria. O Chipre ficou ausente por um ano devido a questões financeiras.[213]
- Chéquia - Após uma ausência de 5 anos, o país volta. A ausência foi devido às más classificações e pela falta de interesse do público. A sua última participação foi em 2009, em Moscovo.[214]
- Sérvia - A emissora da Sérvia, RTS, confirmou o seu regresso à competição depois de, no ano passado, não ter participado por razões financeiras.[215]

## Estreias
- Austrália - A 10 de Fevereiro de 2015 a EBU anunciou que convidou a Austrália para participar na final do concurso, representada pela SBS que é há muitos anos colaboradora da EBU no país. Esta será a primeira participação do país no concurso e serve para comemorar a importância que o concurso tem no país. Ficou ainda decidido ser uma participação única, mas que se ganhar está autorizada a voltar para o festival de 2016 e a SBS poderá organizar o festival numa cidade europeia à sua escolha. A EBU está a estudar a possibilidade de convidar outros países para o concurso futuramente.[216]

## Países que poderão regressar na próxima edição
- Bulgária - A emissora da Bulgária, BNT, tinha confirmado a sua pré-inscrição. Mas devido a problemas económicos a BNT acabou por desistir de participar. De acordo com meios de comunicação, o país planeia voltar em 2016, mas com outra emissora a BTV, que é a emissora nacional do país na Eurovisão Junior (a BTV será a host-broadcaster da Eurovisão Júnior de 2015), portanto é possível um regresso em 2016.[217]
- Croácia - A emissora da Croácia, HRT, decidiu não participar nesta edição por razões financeiras como em 2014. No entanto, o país planeja regressar ao festival num futuro próximo e talvez já em 2016; A Croácia retornou a Eurovisão Júnior em 2014.[218]
- Turquia - A emissora nacional da Turquia, a TRT, confirmou que está a planear voltar em 2016, depois de 3 anos de ausência. Houve alguns rumores de que o país iria participar nesta edição, mas foi confirmado que não. A sua principal razão de se ter retirado do concurso era a classificação automática do Big5 para a final e o seu direito de votação nas semifinais.[219]
- Luxemburgo - Há vários rumores de que a emissora RTL poderá regressar à Eurovisão depois de 21 anos de ausência. Este ano pensou-se que Luxemburgo iria regressar depois da Ministra da Cultura ter se demonstrado favorável a um regresso do país. A SMRTV de San Marino confirmou que houve negociações para uma participação conjunta dos dois países, mas os valores eram extremamente elevados e por isso as negociações não avançaram. Após isso várias emissoras estão interessadas no regresso luxemburguês futuramente ao Concurso.[220]

## Artistas Repetentes
Arménia - Inga Arshakyan na edição de 2009, em Moscovo, Rússia, representou a Arménia com a sua irmã Anush, ficando em 10º lugar, este ano regressa como membro da banda, Genealogy.
 Azerbaijão - Elnur Hüseynov representou o país na edição de 2008 (a primeira participação do Azerbaijão), em Belgrado, em 2008, na Sérvia, em conjunto com Samir Javadzadeh, este ano regressa como artista solo.
 Malta - Amber será a representante deste ano de Malta. Na edição de 2012 foi corista de Kurt Calleja.
 San Marino - Michelle Perniola e Anita Simoncini serão os representantes de São Marino. Foram os representantes do país no JESC2013 e JESC2014 respectivamente, apesar de Anita Simoncini ser membro do grupo The Peppermints.
 Bielorrússia - Uzari e Maiumuna serão os representantes da Bielorrússia. Uzari foi corista de Anastacia Vinnikova na edição de 2011.

## Sorteio das semifinais
Sorteio das semifinais ocorreu em 26 de Janeiro de 2015.
| Áustria,Austrália e BIG 5                                                  | Pote 1                                                                           | Pote 2                                                                    | Pote 3                                                                       | Pote 4                                                             | Pote 5                                                        |
| -------------------------------------------------------------------------- | -------------------------------------------------------------------------------- | ------------------------------------------------------------------------- | ---------------------------------------------------------------------------- | ------------------------------------------------------------------ | ------------------------------------------------------------- |
| - Alemanha - Áustria - Austrália - Espanha - França - Itália - Reino Unido | - Albânia - Macedónia do Norte - Montenegro - Eslovénia - Suíça - Sérvia - Malta | - Dinamarca - Estónia - Finlândia - Noruega - Suécia - Islândia - Letónia | - Azerbaijão - Bielorrússia - Geórgia - Israel - Rússia - Arménia - Lituânia | - Bélgica - Chipre - Grécia - Irlanda - Países Baixos - San Marino | - Hungria - Moldávia - Roménia - Portugal - Polónia - Chéquia |

| 1º Semifinal 19 de Maio de 2015                                                                  | 1º Semifinal 19 de Maio de 2015                                                    | 2º Semifinal 21 de Maio de 2015                                                     | 2º Semifinal 21 de Maio de 2015                                                          |
| ------------------------------------------------------------------------------------------------ | ---------------------------------------------------------------------------------- | ----------------------------------------------------------------------------------- | ---------------------------------------------------------------------------------------- |
| Grécia · Macedónia do Norte · Estónia · Países Baixos · Moldávia · Finlândia · Bélgica · Arménia | Sérvia · Dinamarca · Bielorrússia · Roménia · Rússia · Albânia · Geórgia · Hungria | Noruega · Irlanda · Chéquia · Lituânia · San Marino · Malta · Portugal · Montenegro | Suíça · Azerbaijão · Eslovénia · Letónia · Polónia · Islândia · Israel · Chipre · Suécia |
| Só votação: · Austrália · Áustria · Espanha · França                                             | Só votação: · Austrália · Áustria · Espanha · França                               | Só votação: · Austrália · Alemanha · Itália · Reino Unido                           | Só votação: · Austrália · Alemanha · Itália · Reino Unido                                |

## Resultados

Países na primeira semi-final
Países na segunda semi-final
Países votantes na primeira semi-final
Países votantes na segunda semi-final
Países votantes nas duas semi-finais (Austrália)

Dos 33 países que participaram no festival nas semifinais, deste ano, 16 países participaram na primeira semifinal realizada no dia 19 de Maio (Terça Feira), e 17 países na segunda semifinal a realizada no dia 21 de Maio (Quinta Feira). Em cada semifinal passaram os 10 países que tiveram melhor pontuação. Na primeira semifinal votaram os países participantes mais 3 finalistas: Espanha, França e Áustria. Na segunda semifinal votaram também os países participantes, tal como na primeira semifinal, assim como Alemanha, Itália e Reino Unido. Em cada show (semifinais e grande final) nenhum país podia obviamente votar em si próprio. A Austrália como país convidado voltou nas duas semifinais. A grande final decorreu dia 23 de Maio (Sábado) contando com 27 países concorrentes, e apenas um país saiu vencedor, sendo aquele que acumulou mais pontos, ganhando o privilégio de realizar a próxima edição e estar automaticamente classificado para a final do ano que vem.
A ordem de atuação foi revelada no dia 23 de Março.

### Semifinal 1
A ordem de atuação foi revelada no dia 23 de Março.
(Até o momento, nenhum convidado confirmado)
| #   | País               | Idioma          | Artista                   | Canção                         | Tradução em Português | Pontuação | Lugar |
| --- | ------------------ | --------------- | ------------------------- | ------------------------------ | --------------------- | --------- | ----- |
| 1º  | Moldávia           | Inglês          | Eduard Romanyuta          | "I Want Your Love"             | Eu quero o teu amor   | 41        | 11º   |
| 2º  | Arménia            | Inglês          | Genealogy                 | "Face The Shadow"              | Enfrentar a sombra    | 77        | 7º    |
| 3º  | Bélgica            | Inglês          | Loïc Nottet               | "Rhythm Inside"                | O ritmo interior      | 149       | 2º    |
| 4º  | Países Baixos      | Inglês          | Trijntje Oosterhuis       | "Walk Along"                   | Caminha comigo        | 33        | 14º   |
| 5º  | Finlândia          | Finlandês       | Pertti Kurikan Nimipäivät | "Aina mun pitää"               | Sempre tenho de       | 13        | 16º   |
| 6º  | Grécia             | Inglês          | Maria Elena Kiriakou      | "One Last Breath"              | Um último suspiro     | 81        | 6º    |
| 7º  | Estónia            | Inglês          | Elina Born & Stig Rästa   | "Goodbye to Yesterday"         | Adeus a ontem         | 105       | 3º    |
| 8º  | Macedónia do Norte | Inglês          | Daniel Kajmakoski         | "Autumn leaves"                | Folhas de outono      | 28        | 15º   |
| 9º  | Sérvia             | Inglês          | Bojana Stamenov           | "Beauty Never Lies"            | A beleza nunca mente  | 63        | 9º    |
| 10º | Hungria            | Inglês          | Boggie                    | "Wars for Nothing"             | Guerras para nada     | 67        | 8º    |
| 11º | Bielorrússia       | Inglês          | Uzari & Maimuna           | "Time"                         | Tempo                 | 39        | 12º   |
| 12º | Rússia             | Inglês          | Polina Gagarina           | "A milion voices"              | Um milhão de vozes    | 182       | 1º    |
| 13º | Dinamarca          | Inglês          | Anti Social Media         | "The Way You Are"              | A tua forma de ser    | 33        | 13º   |
| 14º | Albânia            | Inglês          | Elhaida Dani              | "I'm Alive"                    | Estou viva            | 62        | 10º   |
| 15º | Roménia            | Romeno e Inglês | Voltaj                    | "De la capăt (All Over Again)" | De novo               | 89        | 5º    |
| 16º | Geórgia            | Inglês          | Nina Sublatti             | "Warrior"                      | Guerreira             | 98        | 4º    |

- O intervalo está previsto para ir para o ar depois da 5ª e da 12ª canção. Mas pode sofrer alterações.

### Países que também votam na Semi Final 1
| Com direito de voto: · Austrália · Áustria · Espanha · França |

### Semi-final 2
A ordem de atuação foi revelada no dia 23 de Março.
(Até o momento, nenhum convidado confirmado)
| #   | País       | Idioma       | Artista                            | Canção                         | Tradução para Português          | Pontuação | Lugar |
| --- | ---------- | ------------ | ---------------------------------- | ------------------------------ | -------------------------------- | --------- | ----- |
| 1º  | Lituânia   | Inglês       | Monika Linkyté & Vaidas Baumila    | "This Time                     | Desta vez                        | 67        | 7º    |
| 2º  | Irlanda    | Inglês       | Molly Sterling                     | "Playing With Numbers"         | A brincar com números            | 35        | 12º   |
| 3º  | San Marino | Inglês       | Michele Perniola & Anita Simoncini | "Chain of Lights"              | Cadeia de luzes                  | 11        | 16º   |
| 4º  | Montenegro | Montenegrino | Knez                               | "Adio"                         | Adeus                            | 57        | 9º    |
| 5º  | Malta      | Inglês       | Amber                              | "Warrior"                      | Guerreira                        | 43        | 11º   |
| 6º  | Noruega    | Inglês       | Mørland & Debrah Scarlett          | "A Monster Like Me"            | Um monstro como eu               | 144       | 4º    |
| 7º  | Portugal   | Português    | Leonor Andrade                     | "Há um mar que nos separa"     | -                                | 19        | 14º   |
| 8º  | Chéquia    | Inglês       | Marta Jandová & Václav Noid Bárta  | "Hope Never Dies"              | Esperança nunca morre            | 33        | 13º   |
| 9º  | Israel     | Inglês       | Nadav Guedj                        | "Golden Boy"                   | Rapaz de ouro                    | 151       | 3º    |
| 10º | Letónia    | Inglês       | Aminata                            | "Love injected"                | Amor injectado                   | 155       | 2º    |
| 11º | Azerbaijão | Inglês       | Elnur Huseynov                     | "Hour of the wolf"             | A hora do lobo                   | 53        | 10º   |
| 12º | Islândia   | Inglês       | María Olafsdóttir                  | "Unbroken"                     | Intacto                          | 14        | 15º   |
| 13º | Suécia     | Inglês       | Mans Zelmerlow                     | "Heroes"                       | Heróis                           | 217       | 1º    |
| 14º | Suíça      | Inglês       | Mélanie René                       | "Time to Shine"                | Hora de brilhar                  | 4         | 17º   |
| 15º | Chipre     | Inglês       | Giannis Karagiannis                | "One Thing I Should Have Done" | Uma coisa que eu devia ter feito | 87        | 6º    |
| 16º | Eslovénia  | Inglês       | Maraaya                            | "Here for you"                 | Aqui para ti                     | 92        | 5º    |
| 17º | Polónia    | Inglês       | Monika Kuszyńska                   | "In The Name of Love"          | Em nome do amor                  | 57        | 8º    |

- O intervalo está previsto para ir para o ar depois da 5ª e da 12ª canção. Mas pode sofrer alterações.

### Países que também votam na Semi Final 2
| Com direito de voto: · Austrália · Alemanha · Itália · Reino Unido |

- Nota 1: Alemanha pediu à UER/EBU para votar na semifinal 2, pedido que foi aceito.

### Final
A ordem de atuação será revelada na madrugada do dia 22 de Maio de 2015.
| #   | País        | Idioma          | Artista                         | Canção                         | Tradução para Português          | Pontuação | Lugar |
| --- | ----------- | --------------- | ------------------------------- | ------------------------------ | -------------------------------- | --------- | ----- |
| 1º  | Eslovénia   | Inglês          | Maraaya                         | "Here for you"                 | Aqui para ti                     | 39        | 14º   |
| 2º  | França      | Francês         | Lisa Angell                     | "N’oubliez pas"                | Não se esqueçam                  | 4         | 25º   |
| 3º  | Israel      | Inglês          | Nadav Guedj                     | "Golden Boy"                   | Rapaz de ouro                    | 97        | 9º    |
| 4º  | Estónia     | Inglês          | Elina Born & Stig Rästa         | "Goodbye to Yesterday"         | Adeus a ontem                    | 106       | 7º    |
| 5º  | Reino Unido | Inglês          | Electro Velvet                  | "Still in love with you"       | Ainda te amo                     | 5         | 24º   |
| 6º  | Arménia     | Inglês          | Genealogy                       | "Face The Shadow"              | Enfrentar a sombra               | 34        | 16º   |
| 7º  | Lituânia    | Inglês          | Monika Linkyté & Vaidas Baumila | "This Time                     | Desta vez                        | 30        | 18º   |
| 8º  | Sérvia      | Inglês          | Bojana Stamenov                 | "Beauty Never Lies"            | A beleza nunca mente             | 53        | 10º   |
| 9º  | Noruega     | Inglês          | Mørland & Debrah Scarlett       | "A Monster Like Me"            | Um monstro como eu               | 102       | 8º    |
| 10º | Suécia      | Inglês          | Mans Zelmerlow                  | "Heroes"                       | Heróis                           | 365       | 1º    |
| 11º | Chipre      | Inglês          | Giannis Karagiannis             | "One Thing I Should Have Done" | Uma coisa que eu devia ter feito | 11        | 22º   |
| 12º | Austrália   | Inglês          | Guy Sebastian                   | "Tonight Again"                | Hoje De Novo                     | 196       | 5º    |
| 13º | Bélgica     | Inglês          | Loïc Nottet                     | "Rhythm Inside"                | O ritmo interior                 | 217       | 4º    |
| 14º | Áustria     | Inglês          | The Makemakes                   | "I Am Yours"                   | Eu sou teu                       | 0         | 26º   |
| 15º | Grécia      | Inglês          | Maria Elena Kiriakou            | "One Last Breath"              | Um último suspiro                | 23        | 19º   |
| 16º | Montenegro  | Montenegrino    | Knez                            | "Adio"                         | Adeus                            | 44        | 13º   |
| 17º | Alemanha    | Inglês          | Ann Sophie                      | "Black Smoke"                  | Fumo negro                       | 0         | 26º   |
| 18º | Polônia     | Inglês          | Monika Kuszyńska                | "In The Name of Love"          | Em nome do amor                  | 10        | 23º   |
| 19º | Letónia     | Inglês          | Aminata                         | "Love injected"                | Amor injectado                   | 186       | 6º    |
| 20º | Roménia     | Romeno e Inglês | Voltaj                          | "De la capăt (All Over Again)" | De novo                          | 35        | 15°   |
| 21º | Espanha     | Espanhol        | Edurne                          | "Amanecer"                     | Amanhecer                        | 15        | 21º   |
| 22º | Hungria     | Inglês          | Boggie                          | "Wars for Nothing"             | Guerras para nada                | 19        | 20º   |
| 23º | Geórgia     | Inglês          | Nina Sublatti                   | "Warrior"                      | Guerreira                        | 51        | 11º   |
| 24º | Azerbaijão  | Inglês          | Elnur Huseynov                  | "Hour of the wolf"             | A hora do lobo                   | 49        | 12º   |
| 25º | Rússia      | Inglês          | Polina Gagarina                 | "A milion voices"              | Um milhão de vozes               | 303       | 2º    |
| 26º | Albânia     | Inglês          | Elhaida Dani                    | "I'm Alive"                    | Estou viva                       | 34        | 17º   |
| 27º | Itália      | Italiano        | Il Volo                         | "Grande Amore"                 | Grande Amor                      | 292       | 3º    |

## Outras Votações

### Marcel Bezençon Prémios
| Categorias               | País | Música | Cantor(s) | Compositor(s) |
| ------------------------ | ---- | ------ | --------- | ------------- |
| Prémio Artístico         |      |        |           |               |
| Prémio Melhor Compositor |      |        |           |               |
| Prémio Melhor Música     |      |        |           |               |

### OGAE
A OGAE Internacional ESC Poll esteve a revelar a grande opinião de fãs da Eurovisão em toda a Europa e do Mundo sobre o Festival Eurovisão da Canção 2015. Todos os anos, todos os OGAE-clubes organiza uma votação interna dos anos atuais canções Eurovision. Os resultados serão publicados no site, bem como nossos seus sites parceiros. O objetivo deste voto é a voz da opinião fãs ao longo dos anos atuais.
Esta votação nunca é oficial.
Site Oficial do OGAE
| País      | Música                 | Artista                   | OGAE resultado |
| --------- | ---------------------- | ------------------------- | -------------- |
| Itália    | "Grande Amore"         | Il Volo                   | 367            |
| Suécia    | "Heroes"               | Måns Zelmerlöw            | 338            |
| Estónia   | "Goodbye to Yesterday" | Elina Born & Stig Rästa   | 274            |
| Noruega   | "A Monster Like Me"    | Mørland & Debrah Scarlett | 243            |
| Eslovénia | "Here for You          | Maraaya                   | 228            |

## Top 40
| #  | País               | Classificação da Final | Pontos da Final | Classificação da Semi-Final 1 | Pontos da Semi-Final 1 | Classificação da Semi-Final 2 | Pontos da Semi-Final 2 |
| -- | ------------------ | ---------------------- | --------------- | ----------------------------- | ---------------------- | ----------------------------- | ---------------------- |
| 1  | Suécia             | 1º                     | 365             | -                             | --                     | 1º                            | 217                    |
| 2  | Rússia             | 2º                     | 303             | 1º                            | 182                    | -                             | -                      |
| 3  | Itália             | 3º                     | 292             | —                             | —                      | —                             | —                      |
| 4  | Bélgica            | 4º                     | 217             | 2º                            | 149                    | -                             | -                      |
| 5  | Austrália          | 5º                     | 196             | —                             | —                      | —                             | —                      |
| 6  | Letónia            | 6º                     | 186             | -                             | -                      | 2º                            | 155                    |
| 7  | Estónia            | 7º                     | 106             | 3º                            | 105                    |                               |                        |
| 8  | Noruega            | 8º                     | 102             | -                             | -                      | 4º                            | 123                    |
| 9  | Israel             | 9º                     | 97              | -                             | -                      | 3º                            | 153                    |
| 10 | Sérvia             | 10º                    | 53              | 9º                            | 53                     | -                             | -                      |
| 11 | Geórgia            | 11º                    | 51              | 4º                            | 98                     | -                             | -                      |
| 12 | Azerbaijão         | 12º                    | 49              | -                             | -                      | 10º                           | 53                     |
| 13 | Montenegro         | 13º                    | 44              | -                             | -                      | 9º                            | 57                     |
| 14 | Eslovénia          | 14º                    | 39              | -                             | -                      | 5º                            | 92                     |
| 15 | Roménia            | 15º                    | 35              | 5º                            | 89                     | -                             | -                      |
| 16 | Arménia            | 16º                    | 34              | 7º                            | 77                     | -                             | -                      |
| 17 | Albânia            | 17º                    | 34              | 10º                           | 62                     | -                             | -                      |
| 18 | Lituânia           | 18º                    | 30              | -                             | -                      | 7º                            | 67                     |
| 19 | Grécia             | 19º                    | 23              | 6º                            | 81                     | -                             | -                      |
| 20 | Hungria            | 20º                    | 19              | 8º                            | 67                     | -                             | -                      |
| 21 | Espanha            | 21º                    | 15              | —                             | —                      | —                             | —                      |
| 22 | Chipre             | 22º                    | 11              | -                             | -                      | 6º                            | 87                     |
| 23 | Polónia            | 23º                    | 10              | -                             | -                      | 8º                            | 57                     |
| 24 | Reino Unido        | 24º                    | 5               | —                             | —                      | —                             | —                      |
| 25 | França             | 25º                    | 4               | —                             | —                      | —                             | —                      |
| 26 | Áustria            | 26º                    | 0               | —                             | —                      | —                             | —                      |
| 26 | Alemanha           | 26º                    | 0               | —                             | —                      | —                             | —                      |
| 28 | Malta              | —                      | —               | —                             | —                      | 11                            | 43º                    |
| 29 | Moldávia           | —                      | —               | 11º                           | 41                     | —                             | —                      |
| 30 | Bielorrússia       | —                      | —               | 12º                           | 39                     | —                             | —                      |
| 31 | Irlanda            | —                      | —               | —                             | —                      | 12º                           | 35                     |
| 32 | Chéquia            | —                      | —               | —                             | —                      | 13º                           | 33                     |
| 33 | Dinamarca          | —                      | —               | 13º                           | 33                     | —                             | —                      |
| 34 | Países Baixos      | —                      | —               | 14º                           | 33                     | —                             | —                      |
| 35 | Macedónia do Norte | —                      | —               | 15º                           | 28                     | —                             | —                      |
| 36 | Portugal           | —                      | —               | —                             | —                      | 14º                           | 19                     |
| 37 | Islândia           | —                      | —               | —                             | —                      | 15º                           | 14                     |
| 38 | Finlândia          | —                      | —               | 16º                           | 13                     | —                             | —                      |
| 39 | San Marino         | —                      | —               | —                             | —                      | 16º                           | 11                     |
| 40 | Suíça              | —                      | —               | —                             | —                      | 17º                           | 4                      |

     - 1º Lugar
     -  2º Lugar
     -  3ºLugar
     - 40º Lugar (Último Lugar)

## Cobertura televisiva das semifinais e final
| - NDR - RTSH - ARMTV - SBS - ORF - ITV - RTBF - BTRC - CyBC - DR | - RTVSLO - ERR - TVE - YLE - France 2 - GPG - NERIT - AVROTROS - Duna TV - RTÉ | - RÚV - IBA - RAI - LTV - LRT - MKRTV - PBS - TRM - RTCG - NRK | - TVP - RTP - BBC - CT - TVR - RTR - SMRTV - RTS - SVT - SRG SSR | - UK TV - OUT tv - NTU - BNT - Khabar - RTK - SNRT - RTT - Hunan TV - La 1 / La 2 / France 2 | - Hunan TV - Hunan TV |

Legenda
| - Transmitirá a 1.ª semifinal em direto - Transmitirá a 1º semifinal noutro horário | - Transmitirá a 2.ª semifinal em direto - Transmitirá a 2º semifinal noutro horário | - Transmitirá a final em direto - Transmitirá a final noutro horário |

## Comentadores e Porta-Vozes

### Comentadores
| - Alemanha - Peter Urban (Das Erst) - Final e semifinais) - Albânia - Andri Xhadu (RTSH, todos os espetáculos) - Arménia - - Austrália - Julia Zemiro e Sam Pang (SBS One, todos os espetáculos) - Áustria - Andi Knoll, (ORF, semifinais e final) - Azerbaijão - - Bélgica - Jean-Louis Lahaye e Maureen Louys (La Une), todos os espectáculos) - Bielorrússia - Evgeny Perlin (Todos os espetáculos) - Chipre - - Dinamarca - - Eslovénia - Andrej Hofer (TV Slovenija 2, Val 202 - Final e semifinais) - Espanha - José Maria Iñigo e Julia Varela - Semifinais, La 2 ; Final, La 1, La 1 HD e TVE Internacional - Estónia - Marko Reikop (ETV, todos os espetáculos) - Finlândia - Finlandês: Aino Töllinen e Cristal Snow (Yle TV2 and Yle Radio Suomi, todos os espetáculos), Canal Sueco: Eva Frantz e Johan Lindroos (Yle TV2 and Yle Radio Vega, todos os espetáculos) - França - Stephane Bern e Marianne James, semifinais, France Ô ; Final, France 2 - Geórgia - - Grécia - Maria Kozakou e Giorgos Kapoutzidis (NERIT1 e NERIT HD, todos os espetáculos) - Países Baixos - Cornald Mass e Jan Smit - Hungria - (Duna TV - Semifinais e Final) - Irlanda - | - Islândia - Félix Bergsson (RÚV e Rás 2, todos os espetáculos) - Israel - - Itália - Marco Ardemagni e Filippo Solibello (Rai 4, semifinais; Rai Radio 2, todos os espetáculos); Federico Russo and Valentina Correani (Rai 2, final) - Letónia - Valters Frīdenbergs and Toms Grēviņš (LTV1, todos os espetáculos) - Lituânia - - Macedónia do Norte - - Malta - - Moldávia - - Montenegro - - Noruega - Olav Viksmo Slettan (NRK1, todos os espetáculos); Ronny Brede Aase, Silje Reiten Nordnes and Markus Ekrem Neby (NRK3, final); Per Sundnes (NRK P1, final) - Polónia - Artur Orzech (TVP1 and TVP Polonia (live), TVP Rozrywka and TVP HD, todos os espetáculos) - Portugal - Hélder Reis e Ramon Galarza, RTP (Semifinais e Final) - Reino Unido - Graham Norton (BBC One - Final); Ken Bruce (BBC Radio 2- Final) - Chéquia - Aleš Háma (ČČT Art - Semifinais; ČT - Final) - Roménia - - Rússia - Yana Churikova (Channel One Russia, todos os espetáculos) - San Marino - Lia Fiorio and Gigi Restivo (SMtv San Marino e Radio San Marino, todos os espetáculos) - Sérvia - - Suécia - Sanna Nielsen e Edward af Sillén, SVT, (semifinais-final) - Suíça - Francês: TBA (RTS.ch (online), primeira semifinal; RTS Deux, segunda semifinal; RTS Un, final); Alemão: Sven Epiney (SRF zwei, semifinais; SRF 1, final); Peter Schneider e Gabriel Vetter (SRF 1 e Radio SRF 3, final); Italiano: TBA (RSI La 2, segunda semifinal; RSI La 1, final)[ |

### Países não participantes
- Andorra - (La 1 e La 2), José María Íñigo e Julia Varela (Todos os espetáculos), Stephane Bern e Marianne James (Final)

(France 2): Stephane Bern y Marianne James (Final)
- Bulgária - TBA (BNT - Semifinais e Final)[237]
- Canadá - OUTtv, Tommy D e Adam, (todos os espetáculos)[238]
- China - Hunan TV, (todos os espetáculos) [239]
- Cazaquistão - TBA, Khabar[240]
- Kosovo - TBA, RTK[241]
- Hong Kong - Todos os espetáculos[242]
- Marrocos - TBA, SNRT[243]
- Nova Zelândia - UKTV, (todos os espetáculos) [244]
- Taiwan - Todos os espetáculos[245]
- Tunísia - TBA, RTT[246]
- Ucrânia - TBA (First National, todos os espetáculos); TBA (Radio Ukraine, todos os espetáculos)[247]

### Porta-Vozes
1. Montenegro – Andrea Demirović (representante de [[Festival Eurovisão da Canção 2009)
2. Malta – Julie Zahra
3. Finlândia – Krista Siegfrids (representante de [[Festival Eurovisão da Canção 2013)
4. Grécia – Helena Paparizou (representante de [[Festival Eurovisão da Canção 2005)
5. Portugal – Suzy (representante de [[Festival Eurovisão da Canção 2014)
6. Roménia – Sonia Argint Ionescu
7. Bielorrússia – Teo (representante de [[Festival Eurovisão da Canção 2014)
8. Albânia – Andri Xhahu
9. Moldávia – Olivia Fortuna
10. Azerbaijão – Tural Asadou
11. Letónia – Markus Riva
12. Sérvia – Maja Nikolić
13. Estónia – Tanja (representante de [[Festival Eurovisão da Canção 2014)
14. Dinamarca – Basim (representante de [[Festival Eurovisão da Canção 2014)
15. Suíça – Laetitia Guarino
16. Bélgica – Walid
17. França – Virginie Guilhaume
18. Arménia – Lilit Muradyan
19. Irlanda – Nicky Byrne
20. Suécia – Mariette Hansson
21. Alemanha – Barbara Schöneberger
22. Austrália – Lee Lin Chin
23. Chéquia – Daniela Písařovicová
24. Espanha – Lara Siscar
25. Áustria – Kati Bellowitsch
26. Macedónia do Norte – Marko Mark
27. Eslovénia – Tinkara Kovač (representante de [[Festival Eurovisão da Canção 2014)
28. Hungria – Csilla Tatár
29. Reino Unido – Nigella Lawson
30. Geórgia – Natia Bunturi
31. Lituânia – Ugnė Galadauskaitė
32. Países Baixos – Edsilia Rombley
33. Polónia – Cleo (representante de [[Festival Eurovisão da Canção 2014)
34. Israel – Ofer Nachshon
35. Rússia – Dmitry Shepelev
36. San Marino – Valentina Monetta (representante de [[Festival Eurovisão da Canção 2012 2013 2014)
37. Itália – Federico Russo
38. Islândia – Sigridur Halldorsdottir
39. Chipre – Loukas Hamatsos
40. Noruega – Margrethe Røed

## Factos e Controvérsias
Datas
- As datas provisórias eram dia 12 , 14 e 16 de Maio, mas mudadas depois para 19, 21 e 23 de Maio.

Polémica sobre a participação da Rússia
- Depois da polémica internacional causada pela vitória de Conchita Wurst, políticos, clérigos e algumas personalidades do país criticaram duramente a continuação da emissora na competição europeia.